# Ziegelberg
Ziegelberg este o arie protejată (sit de importanță comunitară — SCI, arie de protecție specială avifaunistică — SPA) din Germania întinsă pe o suprafață de 55,55 ha, integral pe uscat.

## Localizare
Centrul sitului Ziegelberg este situat la coordonatele 48°32′07″N 8°44′06″E / 48.5353°N 8.735°E.

## Înființare
Situl Ziegelberg a fost declarat arie de protecție specială avifaunistică în martie 2001 pentru a proteja 2 specii de animale. Situl a fost protejat și ca sit de importanță comunitară în martie 2001.

## Biodiversitate
Situată în ecoregiunea continentală, aria protejată nu include niciun habitat protejat.
La baza desemnării sitului se află mai multe specii protejate de  păsări (2): Falco peregrinus peregrinus, sfrâncioc roșiatic (Lanius collurio)